# St.-Salvatoris-Kirche (Zellerfeld)

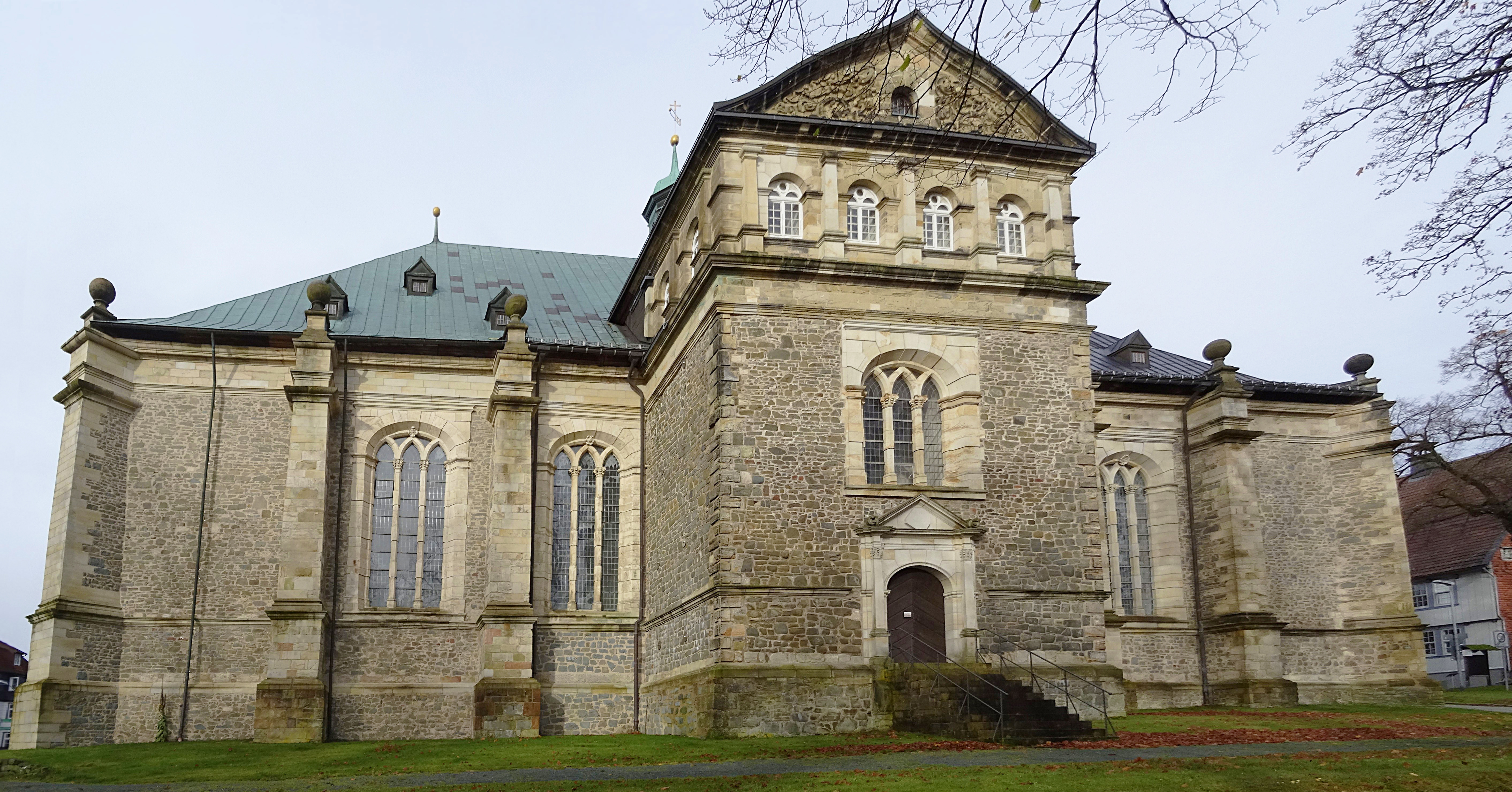
St.-Salvatoris-Kirche Zellerfeld

St.-Salvatoris-Kirche ist eine evangelisch-lutherische Kirche im Ortsteil Zellerfeld der Bergstadt Clausthal-Zellerfeld. Sie ist die Pfarrkirche der evangelisch-lutherischen St. Salvatoris-Gemeinde Zellerfeld im Kirchenkreis Harzer Land der evangelisch-lutherischen Landeskirche Hannovers.

## Vorgängerkirchen
Die erste Kirche in Zellerfeld wurde 1538 auf dem Gelände des früheren Klosters Cella erbaut. Als Pfarrer wurde Christoph Beer eingestellt, zu seinen Aufgaben gehörte auch die Betreuung der Gemeinde in Wildemann und ab 1539 auch die der Kirche in Grund. Von Anfang an handelte es sich um eine evangelische Kirche. Ein Versuch des Herzogs Heinrich, 1541 wieder einen katholischen Pfarrer einzusetzen, war am Widerstand der Bergleute gescheitert, die für diesen Fall mit ihrer Auswanderung drohten. Bereits 25 Jahre später war die Kirche baufällig und überdies für die schnell wachsende Bevölkerung des Ortes zu klein geworden, so dass 1563 am heutigen Zellweg in der Nähe der alten Schule eine neue Kirche gebaut wurde. Diese wurde Christus in seiner Eigenschaft als Retter der Welt (lateinisch: Salvator mundi) geweiht. Da auch diese Kirche bald zu klein war, ließ Herzog Julius (1568–1589) in der Nähe des Friedhofs eine weitere Kirche bauen, diese wurde Gottesackerkirche oder auch Juliuskirche genannt. Der Bau war 1579 begonnen worden und wurde 1587 fertiggestellt.
Beide Kirchen brannten beim großen Brand in Zellerfeld am 18. Oktober 1672 ab. Insgesamt waren diesem Brand 465 von 563 Häusern zum Opfer gefallen, einzig einige kleinere Häuser am Stadtrand blieben verschont. Der Wiederaufbau der Stadt erfolgte nach einem schachbrettartigen Plan des Markscheiders Reinerding, wobei breite Straßen zwischen den Häuserblöcken eine Ausbreitung von Bränden erschweren sollte. Als erste Kirche wurde 1683 die Gottesackerkirche wieder aufgebaut. Diese wurde auch nach Fertigstellung der St. Salvatoris-Kirche weitergenutzt und erst Ende des 18. Jahrhunderts wegen Baufälligkeit abgerissen.

## Geschichte

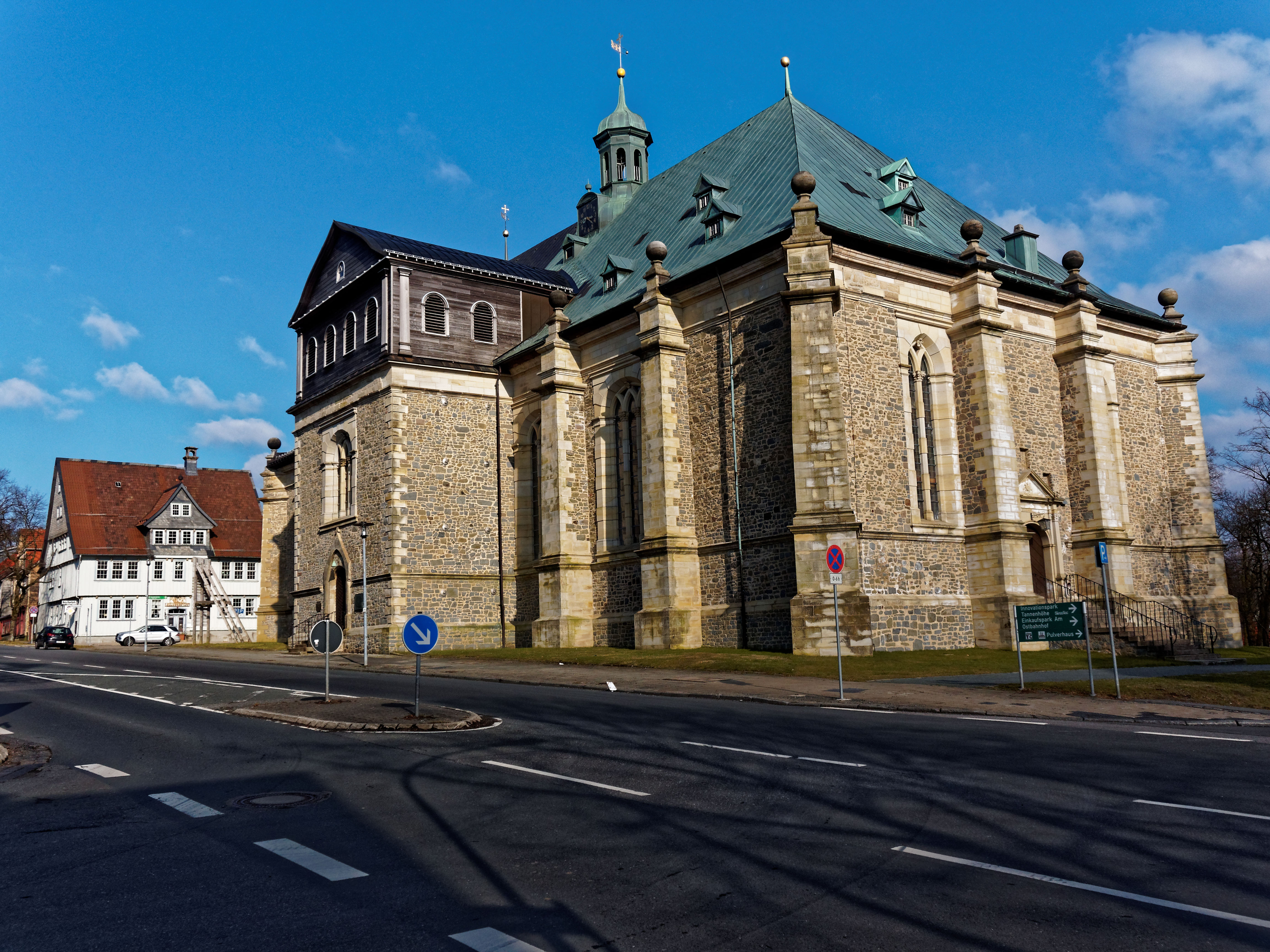
Blick von Südwesten und …

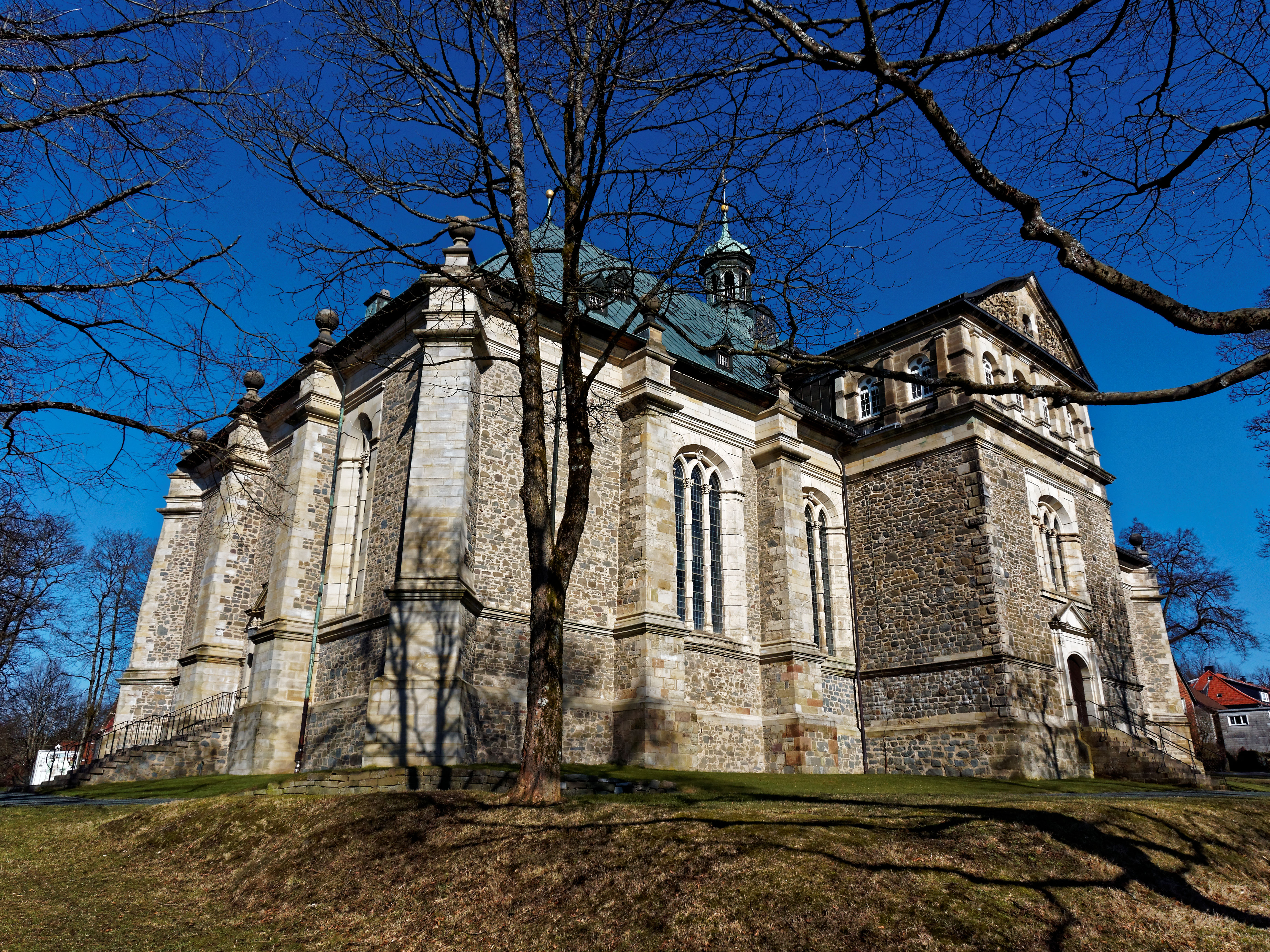
… von Südosten auf die St.-Salvatoris-Kirche

### Bau der Kirche 1675 bis 1683
Der Entwurf für den Neubau der St.-Salvatoris-Kirche stammte vom Baumeister Erich Hans Ernst aus Wolfenbüttel. Es handelte sich um eine im Renaissancestil gehaltene querschiffige Saalkirche. In Anpassung an die nach dem Brand festgelegte Ausrichtung der Straßen und Häuserblöcke in Zellerfeld konnte die Kirche nicht in der klassischen Ost-West-Richtung ausgerichtet werden, die Hauptachse verläuft stattdessen von Nordost nach Südwest. Zur Finanzierung des Baus hatten die Landesherren den Zellerfeldern gestattet, in ihrer Freizeit die alten Erzhalden auszuklauben – also nach Erzen zu durchsuchen – und diese zu verkaufen. Hierauf weist auch eine Gedenktafel im nordwestlichen Vorraum hin. Auf diese Weise wurden über 20.000 Taler aufgebracht. Die gesamten Baukosten beliefen sich auf 38.000 Taler, allein das Kupferdach kostete 13.280 Taler.
Der Grundstein zur Kirche wurde am 2. August 1675 gelegt, die Einweihung fand am Sonntag Jubilate, dem 29. April 1683, statt. Sie wurde durch den Oberhofprediger D. Brandanus Daetrius vorgenommen. Zeitgenössischen Berichten zufolge war der damals 77-jährige Daetrius in einem dreitägigen Fußmarsch von Wolfenbüttel zur Einweihung nach Zellerfeld gelaufen.
Als erster Pfarrer war Caspar Calvör 1677 als Diakon nach Zellerfeld berufen worden, also schon während der Bauzeit der Salvatoriskirche. Calvör wurde 1683 zum Superintendenten für die Kirchengemeinden in Zellerfeld, Wildemann, Grund und Lautenthal berufen. Um diese Zeit begann er mit dem Aufbau seiner Bibliothek, die zu seinem Tode fast 3000 Bände aus allen damals wesentlichen Wissensgebieten umfasste. 1710 wurde Calvör zum Generalsuperintendenten des Herzogtums Grubenhagen ernannt und übernahm das Pfarramt in Clausthal. Calvör starb am 11. Mai 1725 in Clausthal. Die „Calvörsche Bibliothek“ wird seit 1963 als Depositum der Kirche in der Universitätsbibliothek der TU Clausthal aufbewahrt.

### Renovierungen und Umbauten

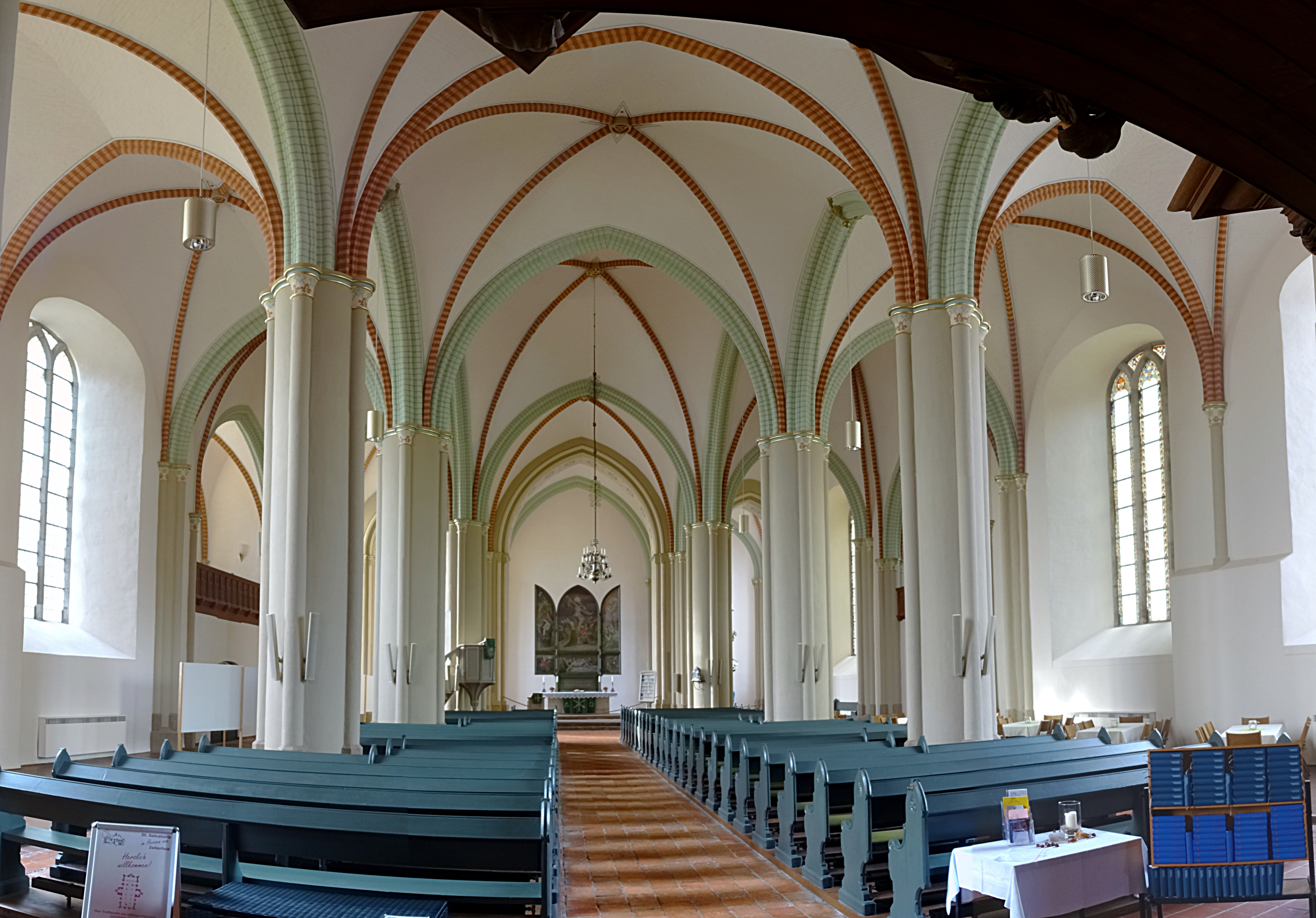
Innenraum-Panorama

Das Kupferdach der Kirche wurde mehrfach erneuert, so zuerst 1791, dann 1830, 1864 und 1928. In allen Fällen war angedacht worden, das Kupferdach durch ein Ziegeldach zu ersetzen. Da die Kosten für einen solchen Neubau jedoch die der jeweiligen Reparatur überstiegen hätten, sah man davon ab und entschied sich für den Beibehalt des Kupferdaches.
Da die Glockenstube durch die Schwingungen der Glocken Schaden genommen hatte, musste diese 1827 erneuert werden. Sie wurde aus Fachwerk neu aufgebaut, das aber nicht ausgemauert, sondern außen mit Holzdielen verkleidet wurde, die mit Schiefer beschlagen wurden. Sechs Jahre später mussten acht der Fenster erneuert werden und zwischen 1859 und 1861 wurden Mauerwerk und Dach der Kirche repariert.
Beim Bau der Kirche waren der Innenraum und die Einbauten aus Kostengründen nur als einfache Holzbauten ausgeführt worden. Mit dem von Conrad Wilhelm Hase erstmals 1861 vorgelegten und später erweiterten Entwurf für einen Umbau wurde die Kirche massiv ausgebaut. In den Jahren 1863/64 wurde die bisherige Saalkirche mit Holztonnengewölbe in eine dreischiffige und siebenjochige Hallenkirche mit Kreuzrippengewölbe auf Bündelpfeilern umgebaut, das ursprüngliche und darüber liegende Holzgewölbe blieb teilweise erhalten. Der aufwendige Umbau war erst durch eine großzügige Spende des Königs Georg V. möglich geworden, die Einweihung erfolgte daher am 27. November 1864 in Gegenwart des Königs und des Kronprinzen Ernst August.
Nach Ende des Zweiten Weltkriegs befand sich die Kirche in einem schlechten Zustand und so wurden 1953 umfangreiche Sanierungsarbeiten am Innenraum und dem Dach durchgeführt, die Orgel erhielt neue Prospektpfeifen und die südwestliche Empore wurde zu einer Winterkirche umgebaut.
In den Jahren 2010 bis 2015 wurden die Fassade und der Innenraum der Kirche erneuert. Nach der Grundrenovierung ist die Kirche seit Pfingsten 2015 wieder für Besucher geöffnet.

## Architektur
Die Wandflächen der Kirche sind aus Grauwackebruchsteinen, die Strebepfeiler, Giebel, Portale und Gesimse aus Deistersandstein erbaut. Bei späteren Erneuerungen wurde Oberkirchener Sandstein eingesetzt, da es im Deister keine Steinbrüche mehr gab. Oberhalb des Sockels ist die Kirche außen 50,4 m lang und 23,3 m breit. Der Dachfirst hat eine Höhe von 26 m, die Spitze des Dachreiters ist etwa 32 m hoch. Durch die beiden etwa 6 m herausragenden Vorsprünge an der Südost- und Nordwestseite hat die Kirche einen kreuzförmigen Grundriss. Das mit Kupfer verkleidete Walmdach ist mit Gauben versehen und trägt einen Dachreiter mit Welscher Haube (Geschwungene Haube mit offener Laterne), in dem die beiden Uhrglocken untergebracht sind. Die Kirche hat keinen Glockenturm, die Läuteglocken hängen im Giebel des zum Marktplatz weisenden Anbaus. Im Giebel auf der gegenüberliegenden Seite befindet sich das Calvör-Zimmer, in dem bis 1963 die Bibliothek des ersten Pfarrers und späteren Generalsuperintendenten Caspar Calvör untergebracht war.
Der Haupteingang der Kirche liegt zur Bornhardstraße an der nordöstlichen Stirnwand des Längsschiffes, gegenüber steht die 1674 aufgebaute Zellerfelder Berg-Apotheke (Fratzenapotheke). Der Innenraum der Kirche war ursprünglich eine große Halle, die durch ein 47 m langes und 19 m breites freitragendes Holztonnengewölbe überspannt wurde. An beiden Schmalseiten befanden sich weit in den Innenraum ragende Emporen. In der Mitte der Kirche, vor dem südöstlichen Kreuzflügel, standen Altar und Kanzel. Die erste Orgel stand auf der südwestlichen Empore, die 1702 fertiggestellte Orgel von Arp Schnitger wurde später auf die gegenüberliegenden nordöstlichen Empore umgesetzt. Der Innenraum wurde 1863/64 zu einer dreischiffigen, neugotischen Hallenkirche umgebaut.

## Ausstattung

### Altar und Kanzel
Beim Bau der Kirche hatte diese aus Kostengründen nur einen einfachen, aus Fichtenholz gezimmerten Altar erhalten. Kanzel und Altar wurde 1864 beim Umbau der Kirche von der Kirchenmitte an die südwestliche Stirnwand des Längsschiffes verlegt, der hölzerne Altar wurde durch einen von Hase entworfenen Altar ersetzt. Von diesem sind noch die zwölf aus Eisenguss gefertigten und heute weiß gestrichenen Apostelfiguren erhalten. Hases neugotischer Altaraufsatz wurde beim Umbau 1953 durch ein einfaches Holzkreuz ersetzt, das bei der Aufstellung des Tübke-Altars in das Seitenschiff links vom Altar verlegt wurde.
Auf Anregung des damaligen Bischofs Eduard Lohse wurde der Maler Werner Tübke beauftragt, einen Flügelaltar für die Kirche zu schaffen. Tübke war vor allem durch das 1987 fertiggestellte Bauernkriegspanorama in Bad Frankenhausen bekannt geworden. Sein 1997 fertiggestellter Flügelaltar zeigt auf der Mitteltafel die Kreuzigungsszene, darunter die Grablegung Christi. Die linke Seitentafel zeigt Maria mit dem Kind, die rechte Tafel die Auferstehung Christi mit dem Engel des Todes. In der Passions- und Adventszeit werden die Flügeltüren des Altars geschlossen, so dass der Betrachter dann auf den Paradiesgarten (ohne Adam und Eva, die ja den Garten Eden verlassen mussten) und eine Abendmahlsszene blickt. Tübke selbst wollte mit seinem Alterswerk „ein Bild der Versöhnung und des Heils für die Nachwelt schaffen“. Der Flügelaltar wurde am 13. April 1997 geweiht.
Die links vor dem Altar stehende Kanzel im neugotischen Stil wurde ebenfalls von Hase entworfen. Es handelt sich um einen einfachen achteckigen Kanzelkorb, der auf einer hölzernen Stütze steht. Bei den Umbauarbeiten 1953 wurde die Kanzel grau gestrichen, bei diesen Arbeiten wurde der Schalldeckel über der Kanzel entfernt.

Inventar der Kirche
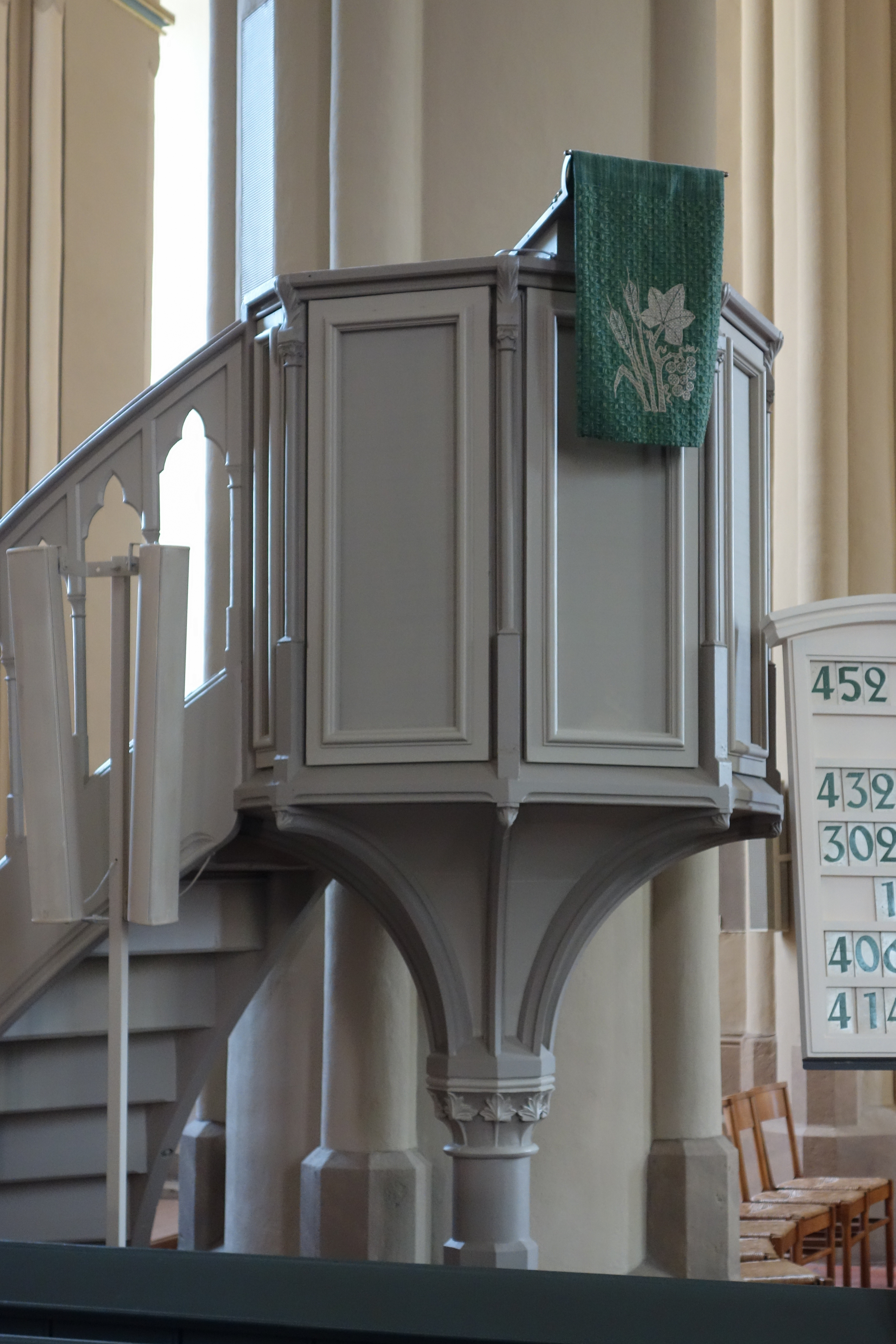
Neugotische Kanzel
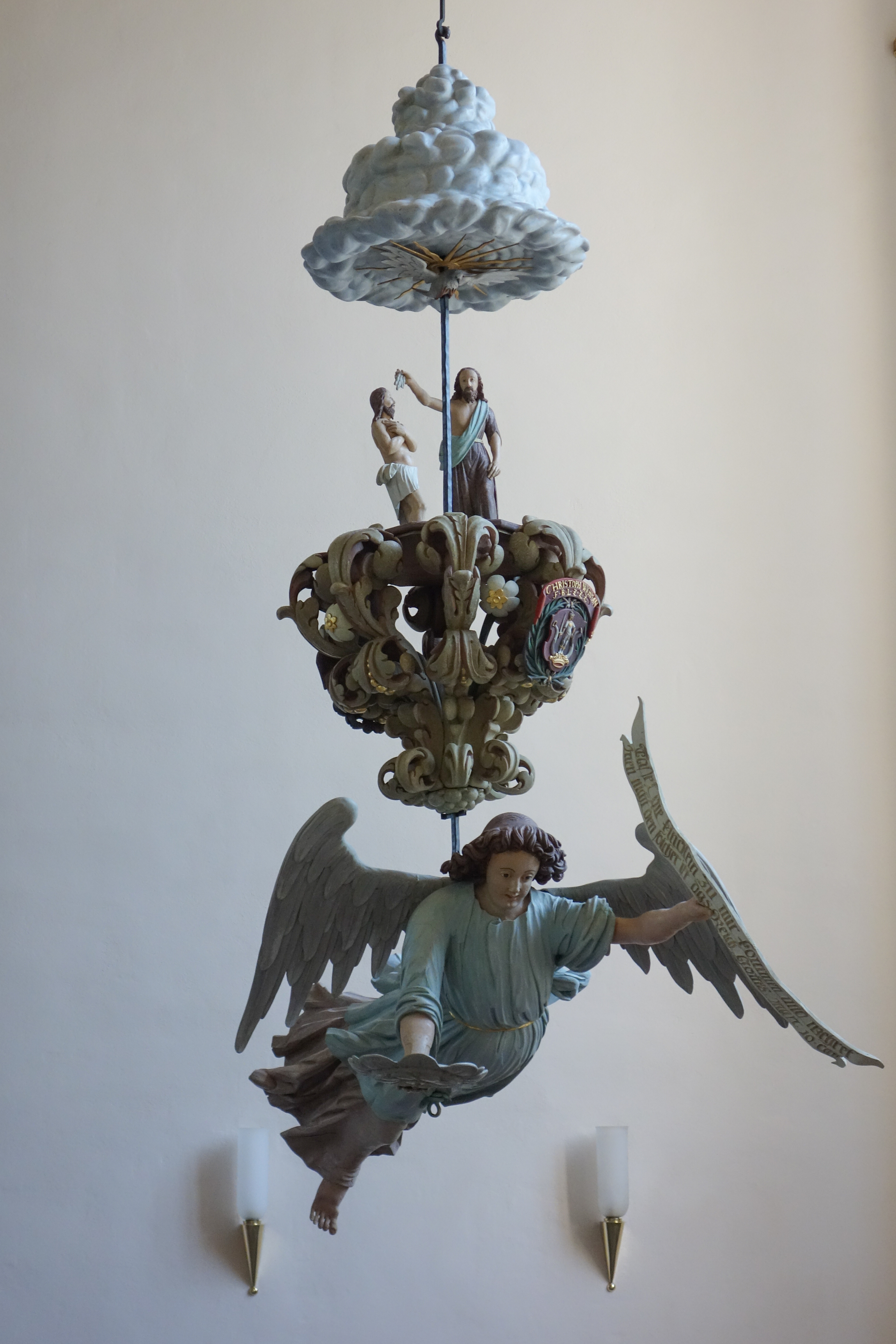
Taufengel von 1683
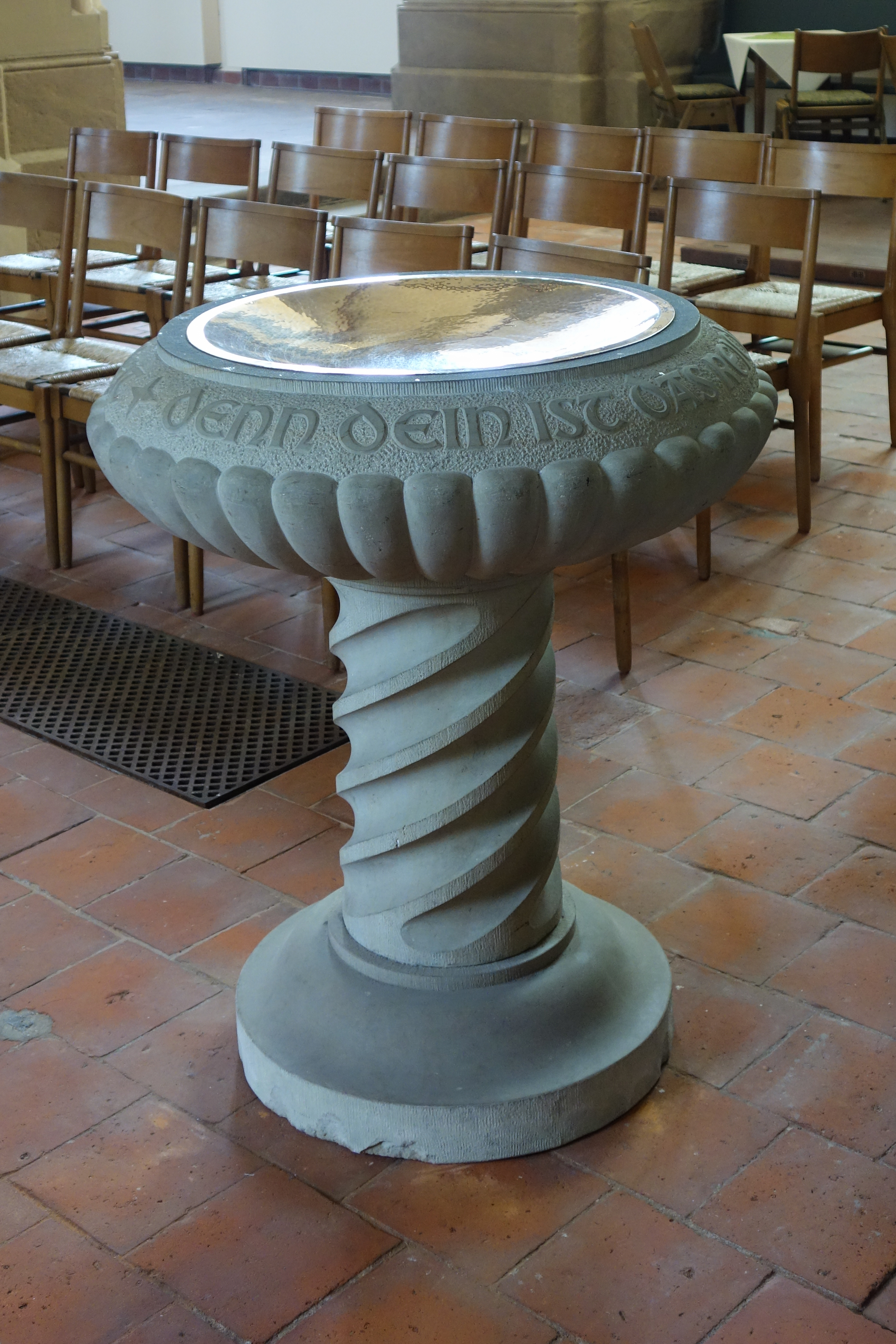
Taufbecken
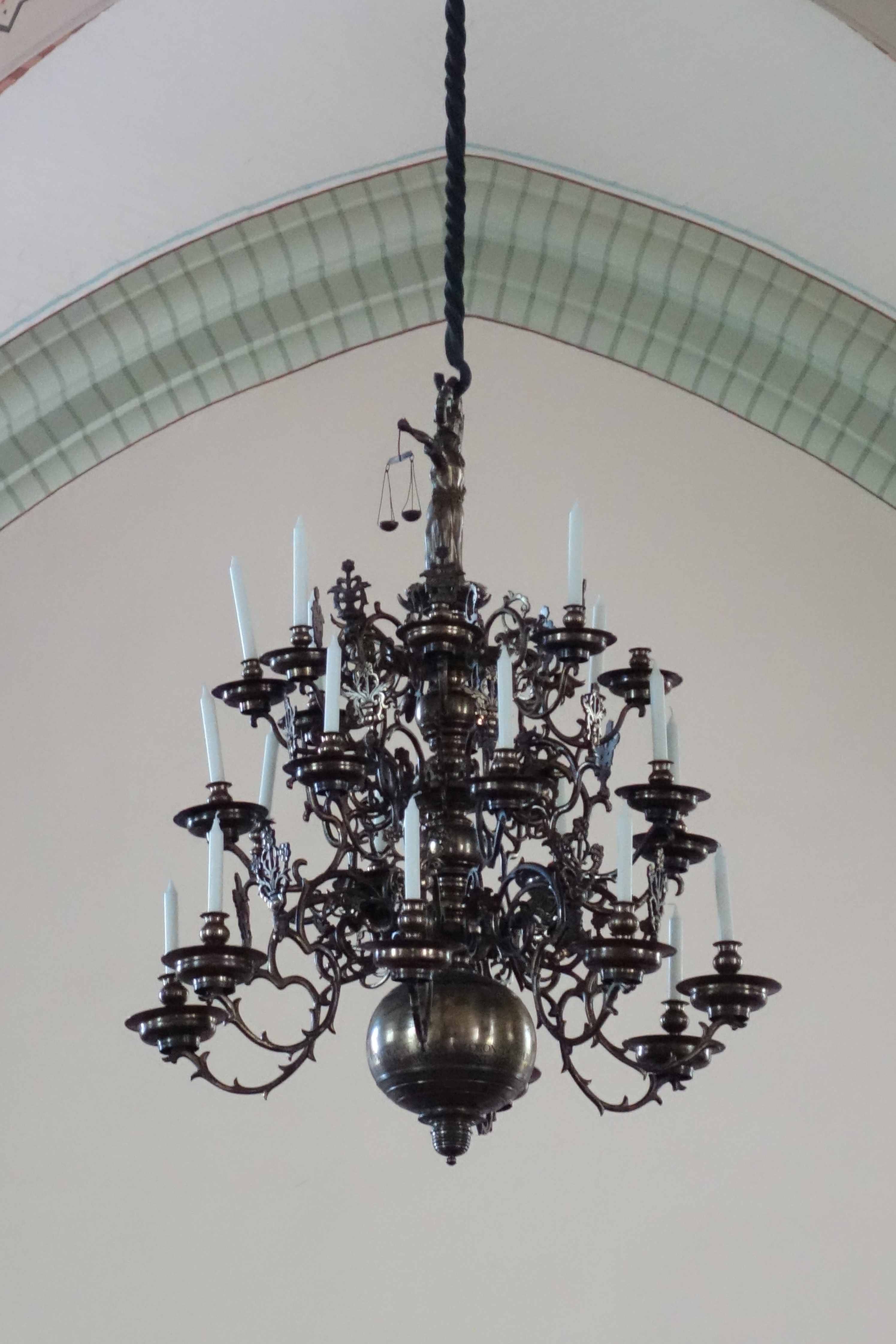
Großer Kronleuchter von 1705
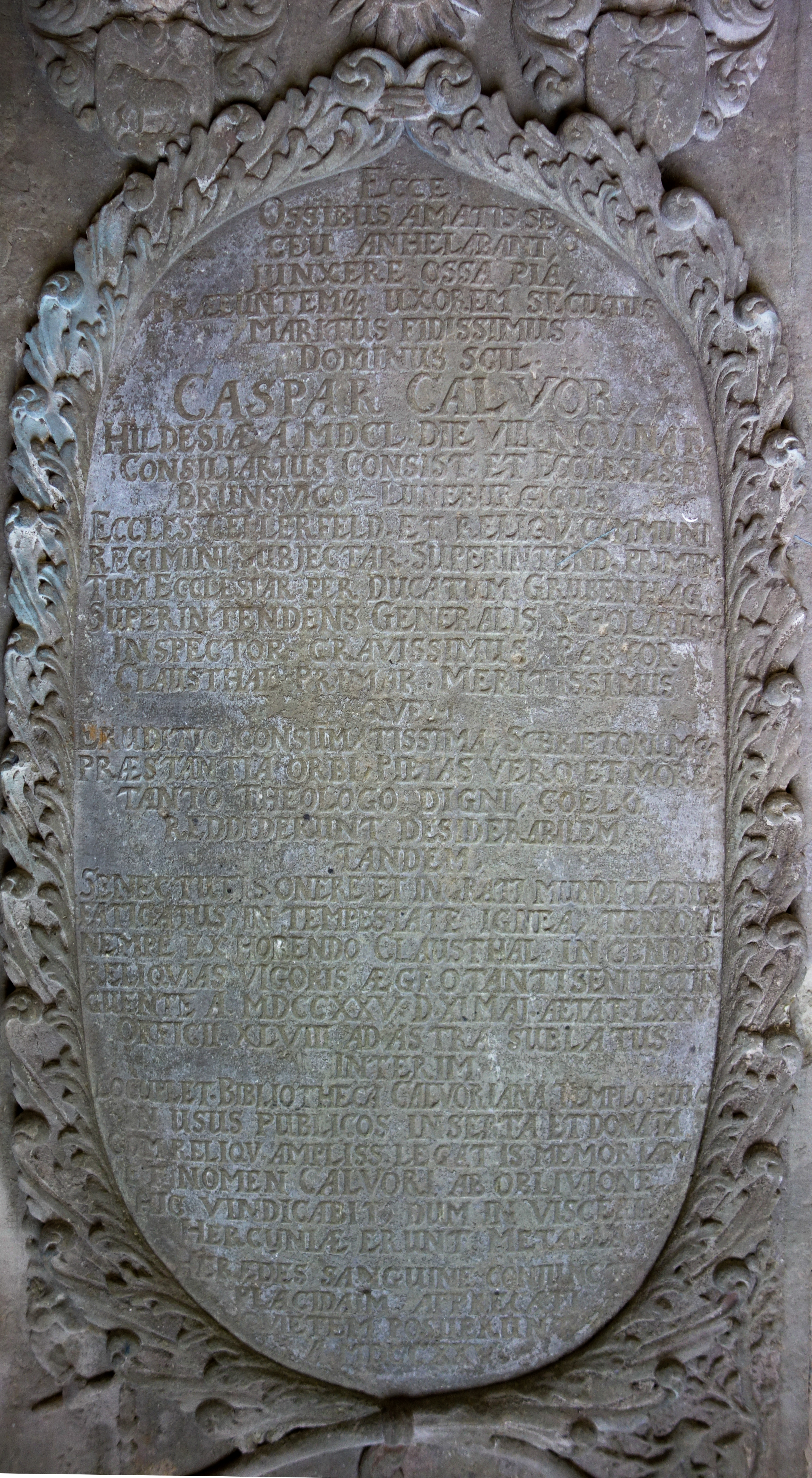
Grabtafel des Caspar Calvör

### Taufengel und Taufbecken
Zur Einweihung der Kirche 1683 stiftete Calvörs Schwiegervater, der Zehntner Christoph Wiechmann, mit seiner Frau Ursula der Kirche einen lebensgroßen Taufengel. Dieser ist aus Lindenholz geschnitzt und hält in seiner rechten Hand die Taufschale und in seiner linken ein Spruchband mit dem Schriftzug „Lasset die Kindlein zu mir kommen“ (Matthäus 19,14). Über dem Rücken des Engels ist ein Baldachin mit der Taube des Heiligen Geistes, darunter eine Darstellung der Taufe Jesu durch Johannes den Täufer. Seit dem Umbau 1953 hängt der Taufengel im Eckjoch rechts neben dem Altar und kann nach einer Renovierung im Jahr 2000 wieder für Taufen verwendet werden.
Außer diesem Taufengel steht in der Winterkirche ein sechseckiger, neugotischer Taufstein, der wahrscheinlich von Hase entworfen wurde. Ein weiterer moderner Taufstein steht im Hauptschiff der Kirche.

### Orgeln

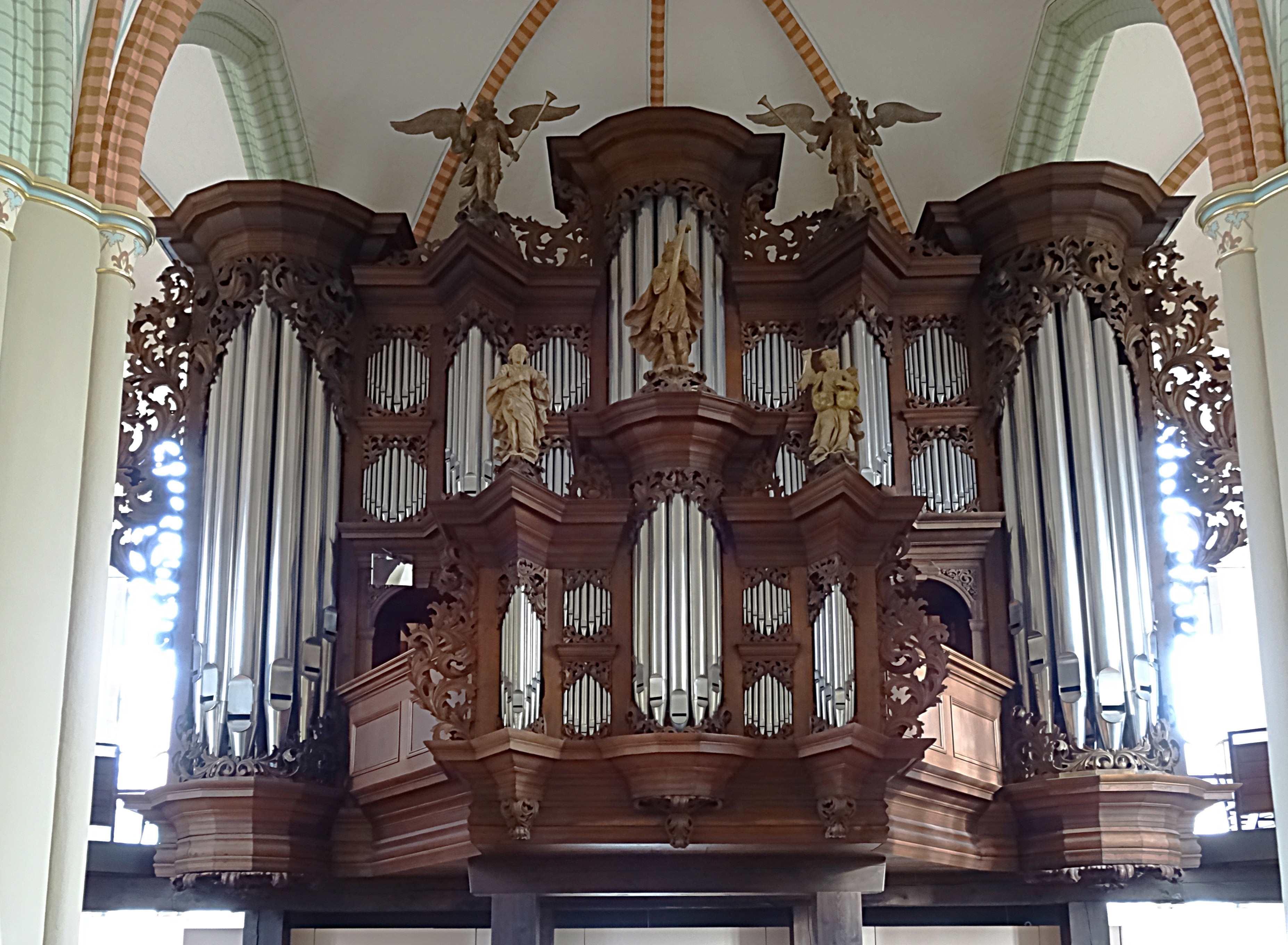
St.-Salvatoris-Kirche, Orgel

Die erste Orgel war ein kleines Positiv, das vorher in der Gottesackerkirche gestanden hatte. Zur Einweihung der Kirche war es auf der südwestlichen Empore aufgestellt worden. Auf dieser Orgel hatte auch der junge Georg Philipp Telemann gespielt, den seine Mutter von 1694 bis 1697 zur Ausbildung zu Calvör nach Zellerfeld geschickt hatte. Telemann lernte hier das Orgelspiel und schuf viele Kompositionen, die an der Kirche aufgeführt wurden.
Im Jahr 1699 verpflichtete Calvör den Orgelbauer Arp Schnitger, eine neue Orgel für die Kirche zu bauen. Diese Orgel wurde am 13. August 1702 eingeweiht, sie hatte 53 Register, die sich auf drei Manuale (Hauptwerk, Hinterwerk und Rückpositiv) und das Pedalwerk verteilten. Von dieser Orgel sind der unter Denkmalschutz stehende Prospekt und das Rückpositiv noch heute erhalten. Auf dem Rückpositiv sieht man König David mit der Harfe, Mirjam mit Pauken und Asaf mit Triangel als Repräsentanten des musikalischen Gotteslobs.
Die Orgel wurde beim Umbau 1864 auf die nordöstliche Empore verlegt. Die Kirche erhielt in den Jahren 1912 bis 1914 eine neue Orgel der Firma Furtwängler & Hammer mit pneumatischer Traktur und mit 45 Registern, die zu ihrer Zeit die größte Orgel im Oberharz war. Bei diesem Umbau blieben der Hauptprospekt und das Rückpositiv von Schnitgers Orgel erhalten. Als es immer häufiger zu Ausfällen, insbesondere der pneumatischen Bauteile, kam, entschloss man sich zu einem Neubau der Orgel. Dieser wurde 1969 bis 1971 durch die Berliner Orgelbaufirma Karl Schuke gefertigt. Die Orgel wurde auf Grundlage des Entwurfs von Schnitger geplant, der Umfang wurde aber aus Kostengründen auf zwei Manuale und 29 Register reduziert. Die Spiel- und Registertrakturen des Schleifladen-Instruments sind mechanisch.
Disposition der Schuke-Orgel:
| I Hauptwerk C–g3 |       |
| Prinzipal        | 16′   |
| Oktave           | 8′    |
| Spitzflöte       | 8′    |
| Oktave           | 4′    |
| Nachthorn        | 4′    |
| Nasard           | 2 ⁄3′ |
| Oktave           | 2′    |
| Mixtur V-VI      |       |
| Zymbel III       |       |
| Trompete         | 8′    |

| II Rückpositiv C–g3 |       |
| Prinzipal           | 8′    |
| Gedackt             | 8′    |
| Oktave              | 4′    |
| Blockflöte          | 4′    |
| Waldflöte           | 2′    |
| Quinte              | 1 ⁄3′ |
| Sesquialtera II     |       |
| Scharff IV-V        |       |
| Dulcian             | 16′   |
| Krummhorn           | 8′    |

| Pedal C–f1 |     |
| Prinzipal  | 16′ |
| Oktave     | 8′  |
| Gedackt    | 8′  |
| Oktave     | 4′  |
| Nachthorn  | 2′  |
| Mixtur V   |     |
| Posaune    | 16′ |
| Trompete   | 8′  |
| Trompete   | 4′  |

- Koppeln: II/I, I/P, II/P
- Tremulant für das Rückpositiv

Anmerkungen
1. ↑  Dieses Register ist vakant. Als Ersatz wurde ein Nachthorn 4′ eingebaut, dass als Schweberegister zur Blockflöte 4′ spielbar ist.
2. ↑  Dieses Register ist vakant.

In der 1953 gebauten Winterkirche auf der südwestlichen Empore steht als zweite Orgel ein kleines Orgelpositiv von Karl Schuke aus Berlin. Diese hat ein Manual und die vier Register Gedackt 8′, Principal 4′, Waldflöte 2′ und Scharff III.

### Glocken

#### Läuteglocken

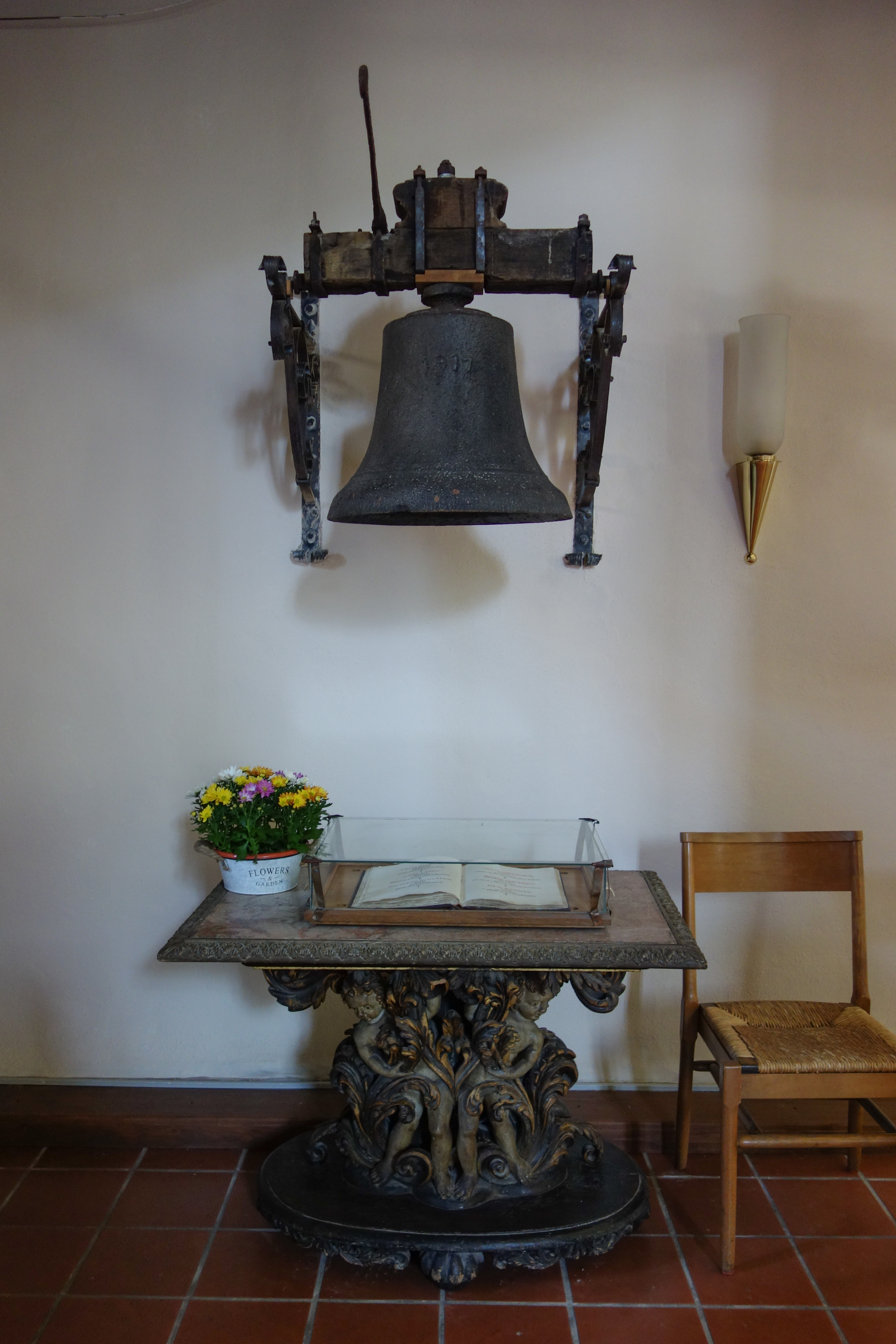
Ehemalige Bergmannsglocke von 1917, darunter der Barocktisch aus dem Nachlass von Calvör

Im Glockenhaus der Kirche waren ursprünglich zwei Glocken aufgehängt. Die älteste dieser Glocken war 1673 gegossen worden, sie ist heute noch erhalten. Sie hat einen Durchmesser von 134 cm und ist 128 cm hoch. Am Glockenmantel trägt sie zwei umfangreiche Inschriften. Die eine zählt die Namen der damals regierenden Herzöge auf und nennt die obersten Beamten, die am Bau der Kirche beteiligt waren. Die zweite Inschrift berichtet von der Feuersbrunst 1672 und dem Guss der Glocke durch den Glockengießer Heise Meier. Diese Glocke verblieb während des Ersten Weltkrieges in der Kirche. Im Zweiten Weltkrieg wurde sie zwar eingezogen, entging aber dem Schmelzofen. Sie wurde nach dem Krieg auf dem „Glockenfriedhof“ wiedergefunden und hängt seit 1950 wieder in der Kirche.
Die zweite, ebenfalls 1673 gegossene, sogenannte „Vesperglocke“, wurde 1894 wegen eines Sprunges umgegossen. 1894 wurde auch das Läutewerk der Kirche um eine dritte Glocke erweitert. Diese und die Vesperglocke mussten 1917 abgegeben werden und wurden eingeschmolzen. Als Ersatz erhielt die Kirche 1928 eine neue Bronzeglocke. Diese wurde 1944 eingezogen und eingeschmolzen. Als Ersatz wurden 1953 zwei vom Bochumer Verein gegossene Läuteglocken aus Stahl angeschafft, diese wurden 2009 durch zwei Bronzeglocken ersetzt, so dass nun alle Glocken wieder aus Bronze bestehen.
Übersicht
| Glocke | Name             | Gussjahr | Gießer, Gussort                           | Durchmesser | Gewicht | Schlagton |
| ------ | ---------------- | -------- | ----------------------------------------- | ----------- | ------- | --------- |
| 1      | Vaterunserglocke | 1673     | Heiso Meyer, Wolfenbüttel                 | 1330 mm     | 1380 kg | d'+4      |
| 2      | Abendglocke      | 2008     | Eifeler Glockengießerei Mark, Brockscheid | 1163 mm     | 951 kg  | f'+5      |
| 3      | Morgenglocke     | 2008     | Eifeler Glockengießerei Mark, Brockscheid | 1024 mm     | 660 kg  | g'+7      |

#### Uhrenglocken
Die beiden kleinen Uhrglocken der Kirche hängen im Dachreiter. Es handelt sich um kleinere Bronzeglocken, die beide fest montiert sind und keinen Klöppel haben, sondern durch ein elektrisches Hammerwerk angeschlagen werden. In der Mitte hängt die „Bergmannsglocke“, mit deren Vorgängerin früher die Bergleute zur Arbeit gerufen wurden. Es ist die vierte Glocke, die diesen Namen trägt. Die erste Bergmannsglocke war 1675 gegossen worden, sie musste 1752 und noch einmal 1894 wegen eines Risses umgegossen werden. Diese Glocke wurde 1917 eingezogen und umgehend durch eine Stahlglocke ersetzt. Nachdem diese 1983 wegen eines Risses unbrauchbar geworden war, wurde sie 1984 durch eine neue bronzene Glocke ersetzt, die nun in der Mitte des Dachreiters hängt. Die Stahlglocke von 1917 wurde als „letzte Bergmannsglocke“ (der Bergbau wurde 1930 eingestellt) im Kirchenschiff unter der Orgelempore aufgehängt, unter ihr steht ein Barocktisch aus dem Nachlass von Calvör.
Die zweite am Rande des Dachreiters hängende Uhrglocke war bereits 1681 gegossen worden. Sie hat die Zeit seitdem ohne Schaden überdauert, wurde auch in den beiden Weltkriegen nicht abgeholt und ist somit die zweitälteste Glocke der Kirche. Die Glocke hat einen Durchmesser von 74 cm und ist 45 cm hoch. Ihre Inschriften lauten „FÜRSTLICH BRAUNSCHWEIG LÜNEBURGISCHES BERGAMBT“, „BERGSTADT CELLERFELDE“ und „HEISO MEYER ME FUDIT ANNO 1681“. Neben der Inschrift trägt sie das Landeswappen des Herzogtums Braunschweig-Lüneburg und das Wappen der Stadt Zellerfeld.

### Sonstiges

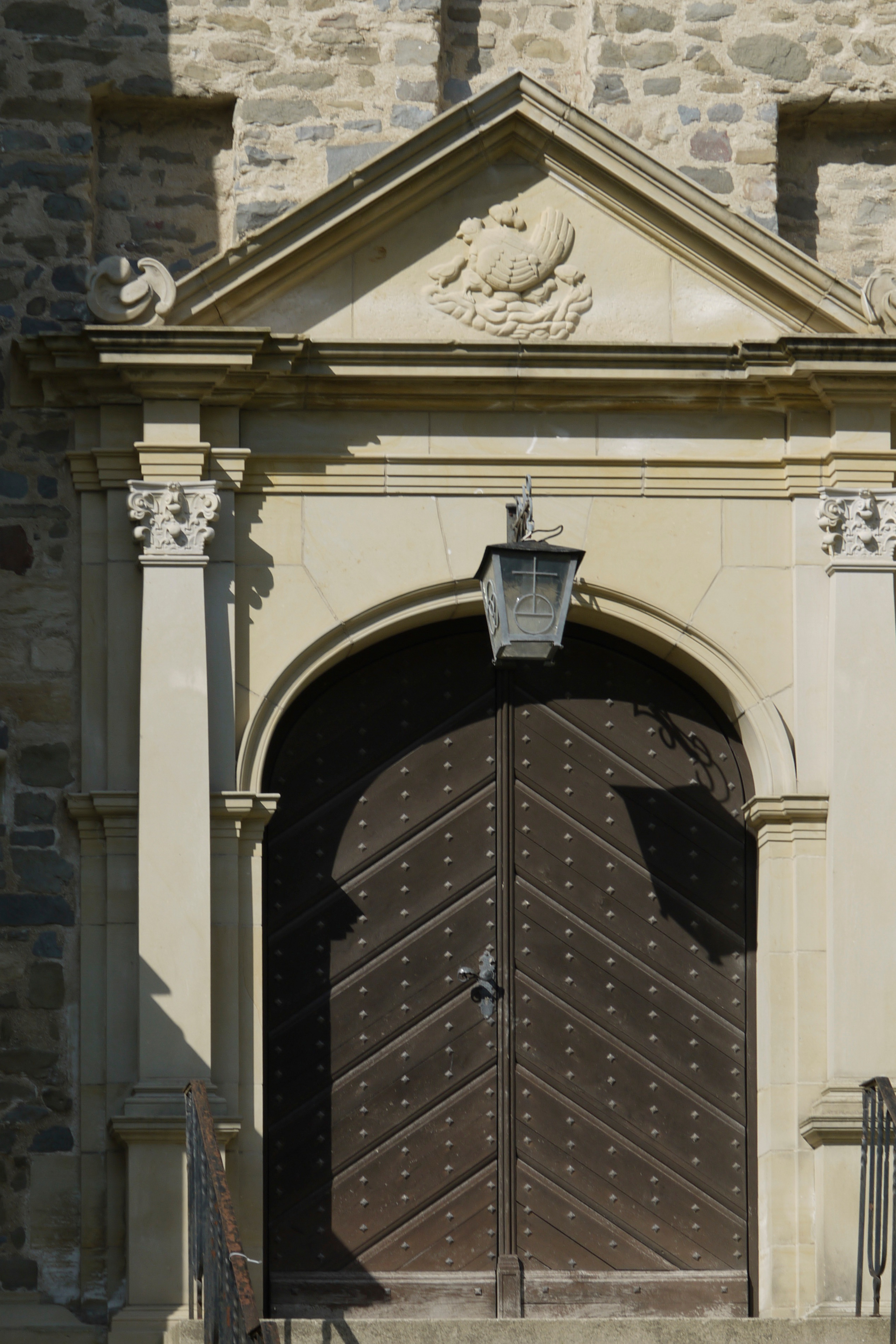
Südlicher Eingang der Kirche, über der Tür das Relief der Henne mit ihren Küken

Über den beiden Eingängen der Schmalseiten wird das Relief einer Henne mit Küken gezeigt. Diese Darstellung soll die Worte Jesu gegen die Pharisäer verdeutlichen: „Wie oft habe ich Deine Kinder versammeln wollen wie die Henne ihre Küken versammelt unter ihre Flügel“ (Matthäus 23,37). Später entstand dazu die Sage, nach der ein armer Bürger von venezianischen Goldsuchern als Abschiedsgeschenk eine blecherne Glucke bekam, die im Inneren Goldmünzen in Form von Küken enthielt. Der Mann habe diese Münzen zum Bau der Kirche gespendet.
Die Turmuhr der Kirche wurde 1708 erstmals erwähnt. Vom Uhrenstübchen mit dem eigentlichen Uhrwerk, das auf dem Dachboden oberhalb des Tonnengewölbes stand, verlief eine senkrechte Welle bis zum Dachreiter. Hier wurden die Zeiger der beiden Zifferblätter über ein Kegelradgetriebe bewegt. Das 1831 gelieferte Uhrwerk wurde 1998 durch ein „Uhrenteam“ wieder instand gesetzt, die Uhr wird heute aber über ein elektronisches Laufwerk gesteuert.
Im Mitteljoch des Gewölbes hängt ein großer Kronleuchter, der laut Inschrift 1705 von Calvör gestiftet worden war. Der Leuchter hat einen Durchmesser von 90 cm und trägt in drei Reihen insgesamt 22 Kerzen (8, 7 und 7 Kerzen). Oberhalb der Kerzen trägt der Leuchter eine Darstellung der Justitia mit Schwert und Waage. Der zweite Leuchter hängt links vom Altar, dieser hat einen Durchmesser von 1,1 m und trägt in seinen beiden Reihen 10 bzw. 8 Kerzen, darüber den doppelköpfigen Reichsadler.
An den Wänden zeigen Bilder die Porträts von Caspar Calvör, seiner Frau, seinen Eltern und Großeltern sowie seinen Schwiegereltern. Calvör und seine Frau wurden in der Kirche beigesetzt, ihre Grabplatten befinden sich heute links von Altar vor dem großen Holzkreuz.

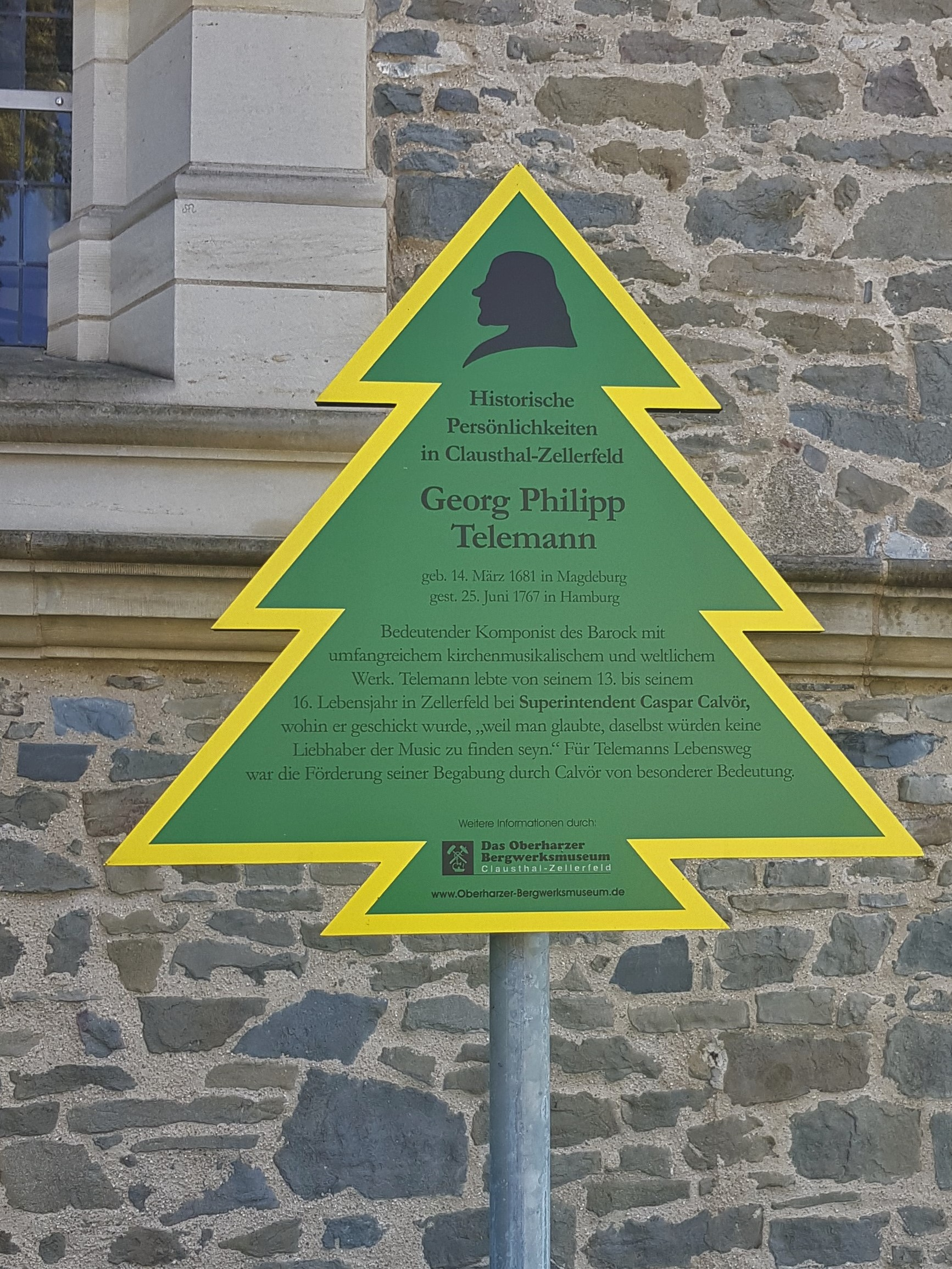
Dennert-Tanne

## Außengelände
Eine weiße Gedenkstele neben dem nördlichen Kircheneingang erinnert an den Todesmarsch vom 5. April 1945. An diesem Tag erreichten 450 KZ-Häftlinge des KZ Bad Gandersheim, die sich auf ihrem Marsch in das KZ Dachau befanden, Zellerfeld und wurden über Nacht in die St.-Salvatoris-Kirche eingesperrt. Am folgenden Morgen wurden 21 von ihnen durch die SS erschossen.
Zudem befindet sich an der Kirche eine Georg Philipp Telemann gewidmete Dennert-Tanne. Dieser hatte sich vom 13. bis zum 16. Lebensjahr bei Caspar Calvör aufgehalten.